# Génocide animal
L'expression de génocide animal est un terme dont la pertinence est l'objet de débat entre les domaines de la philosophie, de l'histoire et de l'activisme animaliste. Si l'acception établie du terme de génocide ne concerne que l'espèce humaine, des tentatives sont faites pour élargir cette notion en la débarrassant de paradigmes considérés comme anthropocentriques.

## Élargissement de la définition du terme «génocide»

### Analyse des postures militantes
Dans Difficulties with the Strong Animal Rights Position (Difficultés avec la posture forte des droits animaux), publié en 2015, Mary Anne Warren analyse la posture des militants animalistes à l'égard du « génocide » des animaux, terme justifié en cas d'extinction d'une ou plusieurs espèces animales.
En effet, selon ces militants,

« Lorsqu'une tribu ou une culture humaine périt, ce ne sont pas seulement des individus qui peuvent mourir, mais un ensemble irrémédiable d'individus. Ce ne sont pas seulement des individus qui meurent, mais une forme de vie irremplaçable qui a été créée sur de nombreuses générations. »

Puisque le génocide représente un crime contre l'humanité, et non pas seulement un crime contre des individus, la disparité de statut entre les animaux et les humains représente une injustice.

### Psychologie et philosophie
Selon la revue académique de psychologie Spring, le concept de génocide tel que formulé à l'origine par le juriste polonais, Raphael Lemkin, en 1944, peut désigner non seulement l'anéantissement physique délibéré d'un groupe par le meurtre direct, mais aussi la destruction de l'identité du ou des groupes ciblés, comme dans le cas de leur « extinction » par l'incarcération ou la manipulation génétique, une extinction renforcée par des formulations rhétoriques déformant les groupes ciblés.
La critique de Jacques Derrida, qui a employé le terme de « génocide animal », à l'égard du mot animal comme un terme qui légitime la violence en traçant une ligne unique et arbitraire de différence entre nous et eux, niant ainsi les différences qui existent entre les espèces et à l'intérieur de celles-ci. Cette critique des catégories normatives a été rapprochée de celle qui existe pour délimiter les genres et les sexes.
Selon lui :

« La confusion de toutes les créatures vivantes non humaines dans la catégorie générale et commune de l'animal n'est pas simplement un péché contre la pensée rigoureuse, la vigilance, la lucidité ou l'autorité empirique ; c'est aussi un crime. »

### Travaux universitaires ou créatifs
Dans une un travail présenté en 2019 par l'université du Montana, Kirstin Waldkoenig discute l'emploi du terme génocide et propose un modèle pour une application appropriée aux contextes non humains. Selon elle, la notion de génocide en tant que mort sociale de Claudia Card permet de considérer les animaux non humains comme des victimes de génocide.
Dans un livre publié en 2019 par Susan McHugh, Love in a Time of Slaughters, on examine un éventail de récits créatifs contemporains dans lesquels le génocide et l'extinction brouillent les frontières entre les espèces, afin de montrer comment ces histoires peuvent promouvoir la préservation de la diversité biologique et culturelle.

## Analogies entre les procédés de l'industrie agro-alimentaire et des génocides connus
Pour le philosophe Jacques Derrida, auteur de L'Animal que donc je suis (publié en 2006), il existe un « génocide » de certaines espèces animales dans le contexte de l'industrie agroalimentaire.
S'appuyant sur une définition plus large du terme génocide, il évoque l'extermination de genres ou d'espèces (genos), dont on organiserait la « surproduction et la surgénération » afin que, les comparant aux juifs, tziganes et homosexuels victimes de la Shoah, « ils soient destinés en nombre toujours croissant au même enfer, celui de l'imposition de l'expérimentation génétique, de l'extermination par le gaz ou par le feu ».
Selon cette définition, la restriction du terme génocide à l'être humain vient des préjugés anthropocentriques de l'espèce humaine.